# Зефков, Антон
Антон Эмиль Герман Зефков (нем. Anton Emil Hermann Saefkow; 22 июля 1903 — 18 сентября 1944, Бранденбург-на-Хафеле) — немецкий революционер, член Коммунистической партии Германии, один из руководителей и ключевая фигура берлинского антифашистского подполья. Казнён нацистами по «делу группы Зефкова — Якоба — Бестляйна».

## Биография
Из бедной рабочей семьи. В 1920 году вступил в Коммунистический союз молодёжи Германии и в 1922 году возглавил его берлинскую организацию, а затем и ЦК. По партийной линии направлен сперва в Дрезден, а после — в Рурскую область. В 1930 году возглавляет марш голодающих в Эссене, в 1931 году руководит забастовкой горняков.
Арестован в 1933 году и заключён в концентрационный лагерь Дахау. Организованное им там подпольное поминовение казнённого нацистами Эдгара Андре стоило ему двух дополнительных лет в концлагере. После освобождения из заключения в июле 1939 года вернулся к нелегальной политической деятельности. В Берлине он создал крупнейшую коммунистическую группу Сопротивления — «Оперативное руководство КПГ». В 1944 году возглавляемая им с Францем Якобом и Бернхардом Бестлайном организация осуществляла антивоенную агитацию и акты саботажа на оружейных заводах Берлина.
В апреле 1944 года контакт с Зефковом установил социал-демократ Адольф Рейхвейн, намереваясь вовлечь группу КПГ в антигитлеровский заговор 20 июля. После провала заговора Зефков был в числе казнённых. Похоронен на Третьем Панковском кладбище.